# Cattedrale di Ripon
La cattedrale di Ripon, anche nota come cattedrale di San Pietro e San Wilfrido (in inglese Cathedral Church of St Peter and St Wilfrid), è stata la chiesa principale della diocesi anglicana di Ripon, nel North Yorkshire (Inghilterra), dal 1836 al 2014.
Intorno all'anno 660 in questo luogo fu fondato un monastero, rifondato nel 672 da san Wilfrido. La chiesa divenne una collegiata nel X secolo, ricoprendo la funzione di chiesa madre nell'ambito dell'ampia Diocesi di York fino alla fine del Medioevo. L'edificio attuale è la quarta chiesa, che venne costruita tra il XIII e il XVI secolo. Divenne cattedrale di Ripon solo nel 1836. Dal 2014 la chiesa è, insieme a Wakefield e Bradford, concattedrale della nuova diocesi anglicana di Leeds, costituita quell'anno.